# Sollentuna sjukhus

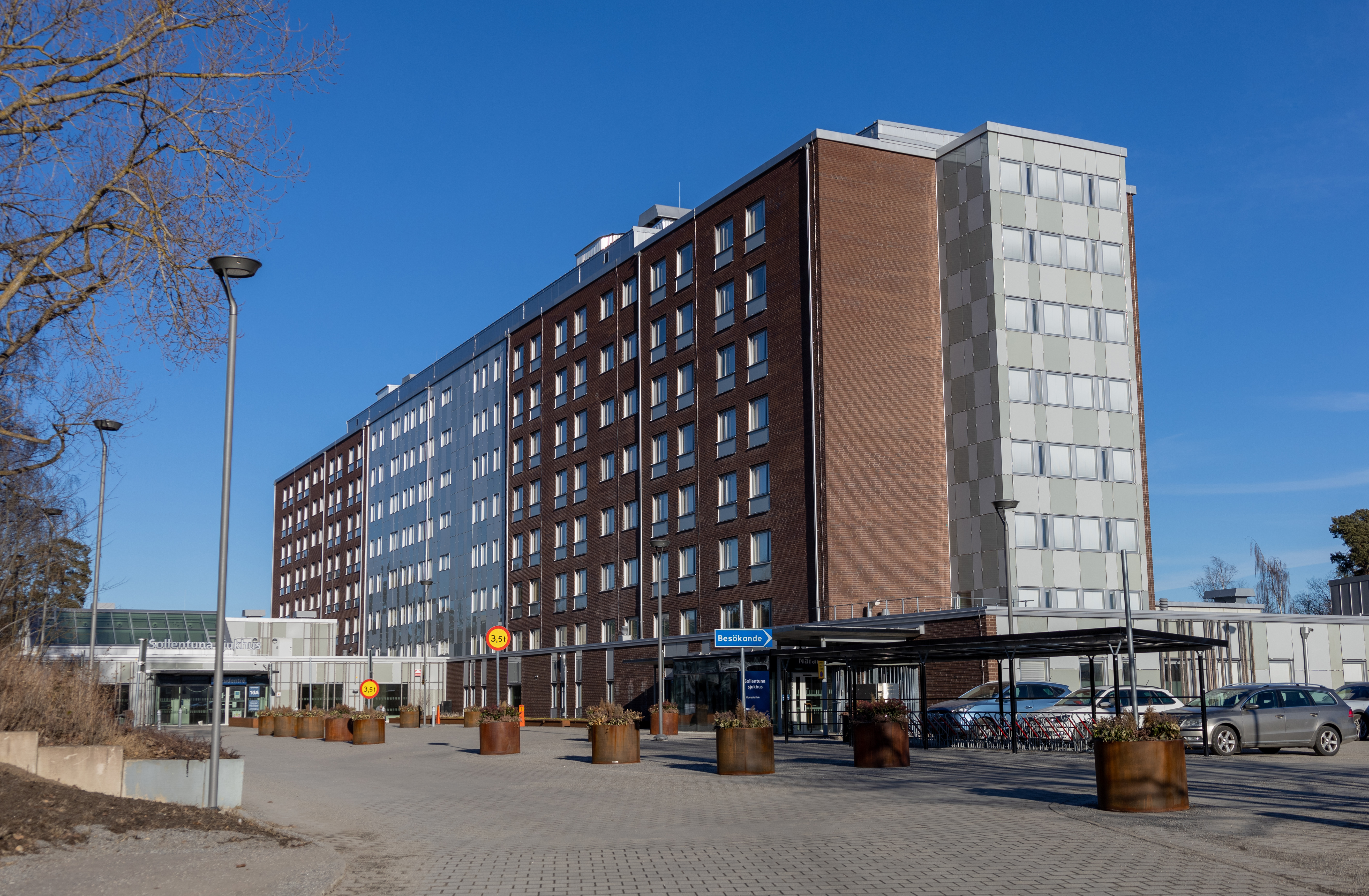
Sollentuna sjukhus i mars 2022.

Sollentuna sjukhus är ett sjukhus i Tureberg, Sollentuna kommun. Sjukhuset ägs av Region Stockholm.
Sjukhuset har en närakut som öppnade 15 januari 2020, och en geriatrisk avdelning öppnades under 2020 med 230 vårdplatser. Själva sjukhusbyggnaden består av en höghusdel genom en åtta våningar hög lamell som omges av nio lägre delar i en våning. 
Sollentuna sjukhus invigdes 15 november 1978. Sjukhuset genomgick en totalrenovering från våren 2015 till januari 2020. Sollentuna sjukhus tog i och med färdigställandet av renoveringen över närakuten från Löwenströmska sjukhuset.
Renoveringen skulle ha varit färdigställd våren 2018, men försenades i omgångar. Sjukhusets bottenplatta var påverkad av fukt och mögel vilket gjorde att renoveringen förlängdes till årsskiftet 2018/2019. Färdigställandet försenades sedan ytterligare till april 2019 med anledning av försenade leveranser. Nya förseningar inträffade och invigningen flyttades först till september 2019 innan renoveringen slutligen stod klar till invigningen 15 januari 2020.